# ブリジット・アダムス
ブリジット・アダムス（英語: Bridget Shirley Adams、1928年5月4日 - 2019年11月18日）は、イギリス、ロンドン出身のフィギュアスケート選手（女子シングル）。1948年サンモリッツオリンピックイギリス代表。

## 主な戦績
| 大会/年      | 1946-47 | 1947-48 | 1948-49 |
| ------------ | ------- | ------- | ------- |
| オリンピック |         | 7       |         |
| 世界選手権   | 8       | 8       | 5       |
| 欧州選手権   | 9       | 8       | 6       |